# Конюша (гміна)
Гміна Конюша (пол. Gmina Koniusza) — сільська гміна у південній Польщі. Належить до Прошовицького повіту Малопольського воєводства.
Станом на 31 грудня 2011 у гміні проживало 8799 осіб.

## Площа
Згідно з даними за 2007 рік площа гміни становила 88.50 км², у тому числі:
- орні землі: 91.00%
- ліси: 2.00%

Таким чином, площа гміни становить 21.35% площі повіту.

## Населення
Станом на 31 грудня 2011:
| Опис     | Загалом | Загалом | Чоловіки | Чоловіки | Жінки | Жінки |
| -------- | ------- | ------- | -------- | -------- | ----- | ----- |
| одиниця  | осіб    | %       | осіб     | %        | осіб  | %     |
| все      | 8799    | 100     | 4411     | 50.13    | 4388  | 49.87 |
| міське   | 0       | 100     | 0        |          | 0     |       |
| сільське | 8799    | 100     | 4411     | 50.13    | 4388  | 49.87 |

## Сусідні гміни
Гміна Конюша межує з такими гмінами: Іґоломія-Вавженьчице, Коцмижув-Любожиця, Прошовіце, Радземіце, Сломники.